# Нерозрізний грошовий аркуш

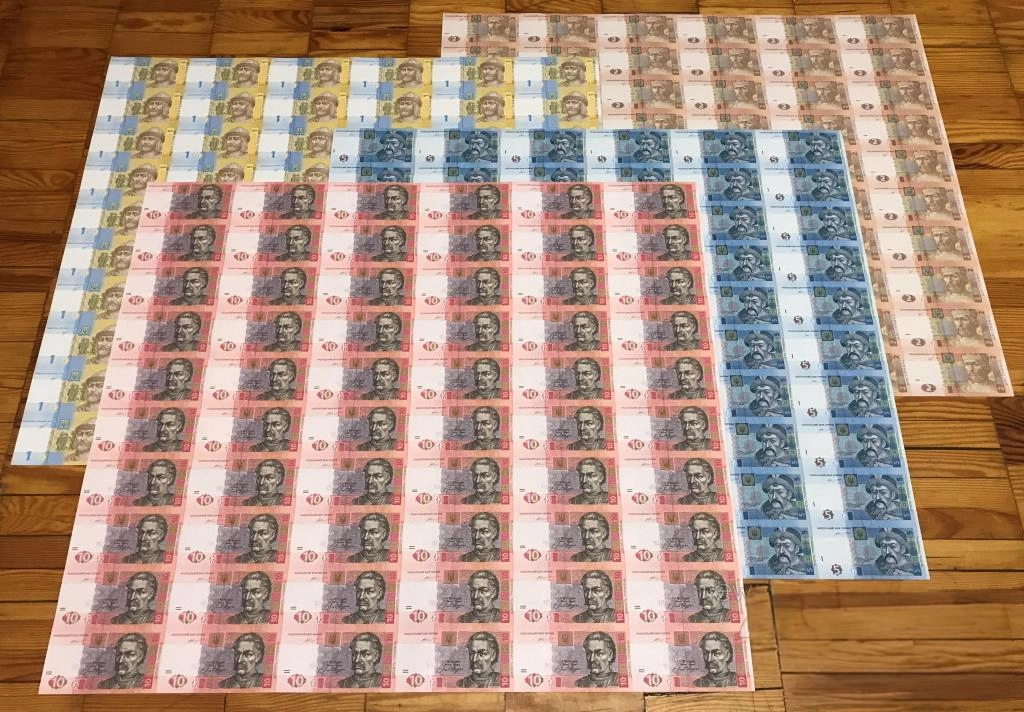
Банківські аркуші української гривні на 60 банкнот.

Нерозрізані грошові аркуші — поширений предмет колекціонування в боністиці. Емітенти часто продають їх як сувеніри. Після розрізання банкноти можна використовувати як законний платіжний засіб, однак вартість придбання нерозрізаних аркушів, як правило, вища, ніж сукупна номінальна вартість розрізаних банкнот.

## Долар США

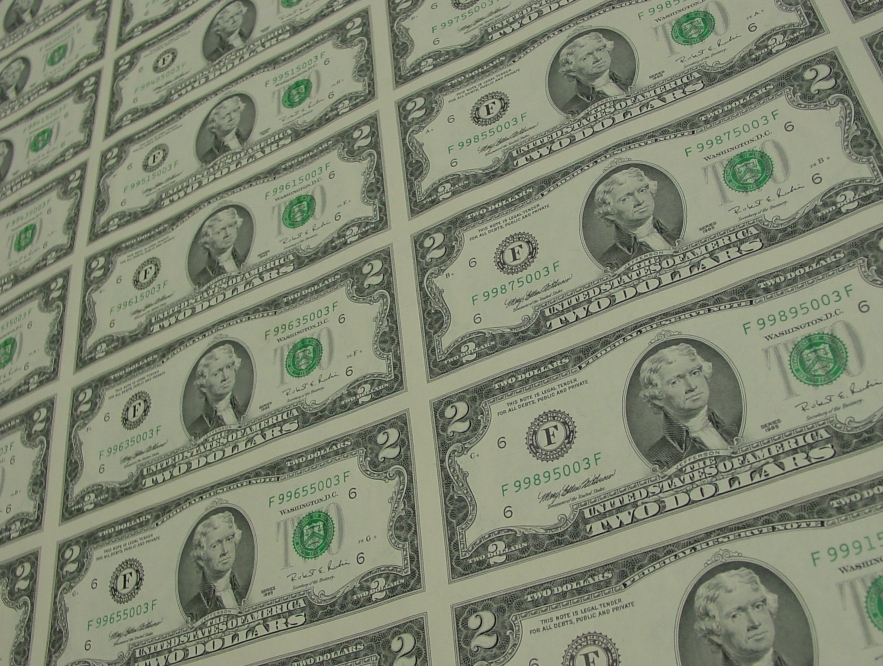
Нерозрізаний аркуш дводоларових купюр

Бюро гравіювання та друку (BEP) продає нерозрізані аркуші доларів США з 26 жовтня 1981 року   Нерозрізані американські паперові гроші, випущені до цього, є раритетом. 
Станом на грудень 2019 року інтернет-магазин Монетного двору США пропонує нерозрізані аркуші банкнот номіналом 1, 2, 10, 20, 50 і 100 доларів США.